# Vetar smrti
Vetar smrti je sveska strip serijala Dedvud Dik objavljena u Srbiji u #30. obnovljene edicije Zlatne serije koju je pokrenuo Veseli četvrtak. Sveska je izašla 17. juna 2021. god. i koštala 350 dinara (3,45 $; 2,96 €). Imala je 202 strane.

## Originalne epizode
Sveska se sastoji od tri separatme epizode. Originalno, ove tri epizode objavljene su premijerno u Italiji u izdanju Bonelija u okviru specijalne edicije #5-7. pod nazivom Black Hat Jack, L'assedio di adobe walls i Vento di morte. Tekst je napisao Mauro Boseli, a nacrtao Stefano Andreuči.

## Prethodna i naredna sveska
Prethodna sveska ZS sadržala je epizodu Teksa Vilera pod nazivom Miran čovek (#29), dok je naredna sadržala epizodu Zagora pod nazivom Kuća užasa (#31).